# Antony Flew

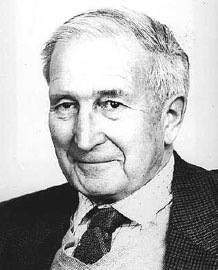
Antony Flew

Antony Garrard Newton Flew (oft irrtümlich Anthony Flew geschrieben) (* 11. Februar 1923 in London; † 8. April 2010 in Reading) war ein britischer Philosoph, lange Zeit bekannt als Vertreter von Libertarismus und Atheismus. Von 2002 bis zu seinem Tod war er ein Vertreter des Deismus.
In seinem Buch Thinking about Thinking schrieb er über eine Form von logischem Fehlschluss, die seither als Kein wahrer Schotte (No true Scotsman fallacy) bekannt ist.

## Leben
Antony Flew war ein Sohn des methodistischen Pastors Robert Newton Flew (1886–1962) und dessen Frau Winifred, geborene Garrard (1887–1982). Er besuchte die Schulen St. Faith und Cambridge Kingswood. Im Alter von 15 Jahren begann er die Vorstellung eines Gottes abzulehnen.  Während des Zweiten Weltkriegs studierte er Japanisch an der School of Oriental and African Studies der Universität London. Er war außerdem Offizier beim Geheimdienst der Royal Air Force. Nach seiner Zeit beim Inter-Services Topographical Department in Oxford wurde er im Juni 1944 nach Bletchley Park versetzt.
Nach dem Krieg erlangte er 1947 einen sehr guten Abschluss in Literae Humaniores am St John’s College in Oxford. Er gewann im darauf folgenden Jahr außerdem das John Locke Stipendium in Mental Philosophy. Flew war ein Student von Gilbert Ryle, der für die Philosophie der normalen Sprache bekannt geworden war.
Ein Jahr lang, von 1949 bis 1950, war Flew Dozent für Philosophie am Christ Church College in Oxford. Von 1950 bis 1954 war er Dozent an der Universität Aberdeen, von 1954 bis 1971 Professor für Philosophie an der Universität Keele. Er hatte außerdem von 1972 bis 1973 eine Professur an der Universität von Calgary inne. Zwischen 1973 und 1983 war er Professor für Philosophie an der Universität Reading. 1975 entwickelte er in seinem Buch Thinking about Thinking eines seiner berühmtesten Argumente: den Trugschluss. Nach seiner Pensionierung nahm er für ein paar Jahre eine Halbzeitstelle an der York University in Toronto an.
Seit den 1950er Jahren war Antony Flew ein zunehmend prominenter atheistischer Autor in der anglophonen Welt. Seine „Konversion“ zum Deismus, die sich um 2005 vollzog, erregte dementsprechend großes Aufsehen. Nach Erscheinen seines letzten, nicht von ihm selbst verfassten (s. u.) Buches, There is a God: How the World’s Most Notorious Atheist Changed His Mind (2007), lebte er in einem Pflegeheim für Demente und stand für öffentliche Äußerungen nicht mehr zur Verfügung.
Flew war Mitglied des Committee for the Scientific Investigation of Claims of the Paranormal.

### Hinwendung zum Deismus
Nachdem Flew über Jahrzehnte als Atheist bekannt gewesen war, bekannte er sich seit 2004 dazu, seine Ansicht gewechselt zu haben und nunmehr Deist zu sein. Dieser deistische Gott sei nicht mit dem christlichen, jüdischen oder islamischen Gott identisch und interessiere sich nicht für den Glauben der Menschen oder deren Tun. Flew begründet seinen Positionswechsel in einem Brief an Richard Carrier (Oktober 2004) ursprünglich mit der „Unmöglichkeit, eine naturalistische Theorie des Ursprungs der ersten Art vorzulegen, die sich mittels DNA reproduziert“. Dies sei der einzige Grund, weshalb er begann, einen aristotelischen Gott in Betracht zu ziehen. Er zog diese Begründung allerdings kurze Zeit später in einem weiteren Brief an Richard Carrier (29. Dezember 2004) zurück: „Ich habe bemerkt, dass ich mich blamiert habe, als ich annahm, dass es keine vorweisbaren Theorien für die Entwicklung unbelebter Materie hin zum ersten reproduktionsfähigen Lebewesen gebe.“
In der für 2005 geplanten Neuauflage von God and Philosophy wollte Flew diese Thematik einarbeiten und seine neue Position erklären. Die Neuauflage erwähnt dann allerdings nur in einem neuen Vorwort zehn Punkte, die in zukünftigen Auflagen abgehandelt werden sollten, ohne genaue Auskunft über seine tatsächliche Position zu geben.
Das 2007 unter Flews Namen erschienene Buch There Is a God: How the World’s Most Notorious Atheist Changed His Mind erläutert, wieso Flew vom Atheisten zum Deisten wurde. Gegenüber einem Reporter der New York Times räumte Flew allerdings ein, dass er das Buch nicht selbst geschrieben habe. Es wurde demnach im Wesentlichen von dem christlichen Autor Roy Varghese geschrieben, der dies auch selbst bestätigte. Diese Version von Roy Varghese wurde nach Angaben des publizierenden Verlagshauses HarperCollins nochmals von dem evangelikalen Pastor Bob Hostetler überarbeitet und erweitert. Nach dieser Kontroverse wurde Antony Flew erneut befragt; in einer späteren Stellungnahme bestätigte er, dass er zu dem stehe, was in dem Buch geschrieben wurde.

## Schriften
- Logic and Language, (A. Flew ed.), Basil Blackwell, Oxford 1951
- A New Approach to Psychical Research, Watts & Co. London 1953
- Essays in conceptual analysis, (A. Flew ed.), London 1956
- Hume’s Philosophy of Belief: a study of his First Inquiry, Routledge Kegan Paul, 1961
- God and Philosophy, Harcourt Brace and World, 1966
- Evolutionary Ethics (New Study in Ethics S.), Macmillan 1968
- An introduction to western philosophy: ideas and argument from Plato to Sartre, The Bobbs-Merrill Company, 1971
- Thinking about Thinking, Fontana, 1976
- Dictionary of Philosophy, St. Martin’s Press, 1979
- Politics of Procrustes: Contradictions of Enforced Equality, Temple Smith, London 1981
- Did Jesus Rise From the Dead? The Resurrection Debate, mit Gary R. Habermas, HarperCollins, 1987
- Merely Mortal?: Can You Survive Your own Death?, Prometheus Books, Amherst, NY, 2000
- How to Think Straight: An Introduction to Critical Reasoning
- Does God Exist?: The Craig-Flew Debate
- God and Philosophy
- Atheistic Humanism
- There is a God: How the World’s Most Notorious Atheist Changed His Mind, HarperOne 2007